# 그린빌 (라이베리아)

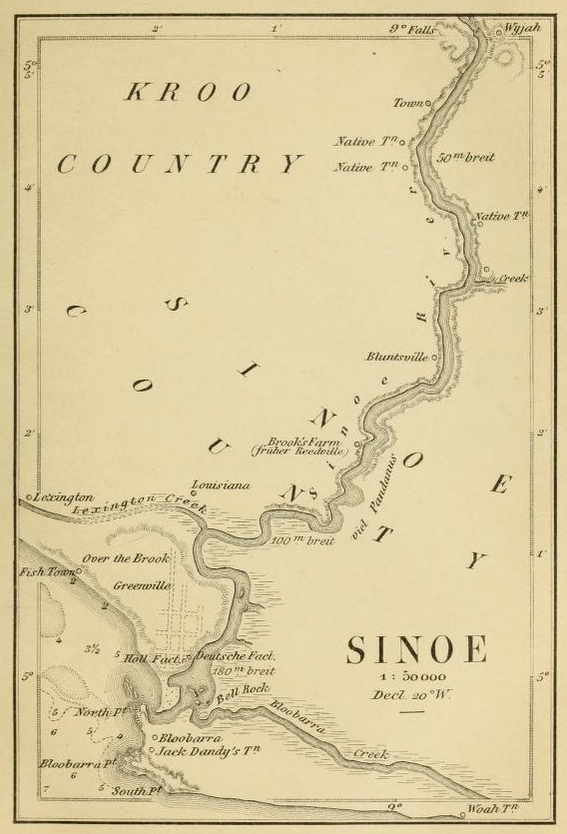

그린빌(Greenville) 또는 시노에(Sinoe)는 라이베리아 시노에 주의 주도로 시노에 강, 대서양 연안과 접한 항구 도시이다. 몬로비아, 하퍼와는 바다로 연결된다. 제1차 라이베리아 내전 때 크게 파괴되었다.